# Mochín Marafioti
Francisco Marafioti -más conocido como Mochín Marafioti- (Buenos Aires, 9 de junio de 1944 - Buenos Aires, 7 de noviembre de 1997) fue un reconocido productor discográfico, musicalizador, presentador, compositor, cantante y músico argentino.

## Biografía

### Vida privada
Creció en el barrio de Constitución e incursionó de niño en el mundo de la música, grabando coros infantiles para distintas producciones y participando en programas de televisión dedicados a la juventud.
Fue hijo de Elena y de "Mocho", violinista de las orquestas de Radio El Mundo y Radio Splendid.
Estuvo casado con Cristina Alessandro y luego con María Graña. Y fue padre de Carolina, Felicitas en 1987 y Francisco en 1986.
Mochín falleció el 7 de noviembre de 1997 a causa problemas cardíacos, tras una operación de triple bypass coronario que le habían practicado dos días antes en la Fundación Favaloro.

### Vida profesional
Durante su juventud creó Tempo Música, un emprendimiento dedicado a la importación de material discográfico. También tuvo un empleo administrativo en la planta industrial de Kenwood Hoover y posteriormente fue gerente en Caño 14.
Su primer trabajo en radio fue como asistente de programación musical, contratado por Rubén Machado.
En los años 1960 y los 1970 produjo y compuso música bajo distintos seudónimos. Adoptó algunos como Sonny Sande, Genius y The Music People, entre otros.

### Consagración
Logró el reconocimiento, durante las décadas de 1970 y 1980, cuando se desempeñaba como productor y como director artístico en Discos CBS. En aquel entonces trabajó junto a Daniel Magal, Jorge Porcel, Cuarteto Imperial, Iva Zanicchi, Los Mirlos, Juan Marcelo, Sandra Mihanovich, Roberto Goyeneche y muchos más. Allí además fue productor de la Marcha oficial del Mundial de Fútbol 1978.
También es recordado por musicalizar, producir y presentar La música de Mochín Marafioti, su multipremiado segmento radiofónico; luego renombrado Algo para recordar. Su popularidad fue tal que Mochín editó siete álbumes recopilatorios con las canciones más significativas del ciclo. 

## Discografía

### Álbumes
- 1970: Los Grillos - Los Grillos Vol. 7 (Composición de Te siento más distante)
- 1970: Genius - Sin título (Producción)
- 1978: Daniel Magal - Daniel Magal (Producción)
- 1978: Banda Original Columbia - ... Al Gran Pueblo Argentino Salud!! (Dirección de arte)
- 1978: Daniel Magal - Cara de Gitana (Producción)
- 1978: Elvira Romei - Canciones (Producción)
- 1979: Daniel Magal - Tercer tiempo (Producción)
- 1979: The Music People - Superman y otros éxitos (Producción)
- 1980: Jorge Porcel - Puro corazón (Producción)
- 1980: Daniel Magal - Son cosas... (Producción)
- 1981: Cuarteto Imperial - De 4 a 90 años (Producción)
- 1981: Iva Zanicchi - Nostalgias (Producción)
- 1982: Los Mirlos - Los Mirlos (Letra de De 40 a 90 años y Producción)
- 1982: Juan Marcelo - Juan Marcelo (Producción)
- 1982: Caravelli - Dedicado a América (Producción)
- 1985: Roberto Goyeneche - El Polaco por dentro (Producción)
- 1996: María Graña - María con invitados (Producción)

### Sencillos
- 1977: Daniel Magal - Cara De Gitana / Fué más fácil despedirme que olvidarte (Producción)
- 1977: Mochín Marafioti - Volvamos a empezar, amada mía / Criatura (Vocales y producción)
- 1978: Mochín Marafioti - Compañeros de oficina (Vocales y producción)
- 1978: The Music People - Marruecos / Yo Robot (Producción)
- 1978: Daniel Magal - Ay, que lindo es quererte (Producción)
- 1978: Banda Original Columbia - Marcha oficial del Mundial '78 (Producción)
- 1978: The Music People - Mujer Maravilla / Steve y yo (Producción)
- 1978: Daniel Magal - De tanto mirar tus ojos (Producción)
- 1978: Sandra Mihanovich - Pienso en vos = E penso a Te (Producción)
- 1978: Daniel Magal - Cara de Gitana (Producción)
- 1979: The Music People - Tema de Superman (Parte 1) / Tema de Superman (Parte 2) (Producción)
- 1979: The Music People - Regine / Nacido para vivir (Producción)
- 1981: Iva Zanicchi - Nostalgias / Pienso en ti (Producción)
- 1981: Cuarteto Imperial - La Cotorra (Dirección de arte)
- 1982: Iva Zanicchi - Imaginate (Producción)

### Álbumes recopilatorios
- 1976: 14 hits internacionales (Producción)
- 1977: Disco Show (Vocales en Volvamos a empezar, amada mía y producción)
- 1978: Cordialidad musical - Vol. 12 (Producción)
- 1978: Souvenir de Argentina (Producción)
- 1979: Voltops '79 (Producción)
- 1979: Festival de éxitos '80 (Producción)
- 1982: Los elegidos (Producción)
- 1982: Festival de éxitos '82 (Producción)
- 1982: Epic 5 (Producción)
- 1988: La música de Mochín Marafioti en Radio Mitre (Selección de canciones e introducción)
- 1989: La música de Mochín Marafioti - Vol. 1 (Selección de canciones)
- 1990: La música de Mochín Marafioti - Vol. 2 (Selección de canciones)
- 1991: La música de Mochín Marafioti - Vol. 3 (Selección de canciones)
- 1992: La música de Mochín Marafioti - Vol. 4 (Selección de canciones)
- 1993: La música de Mochín Marafioti - Vol. 5 (Selección de canciones)
- 1994: La música de Mochín Marafioti - Vol. 6: Algo para recordar (Selección de canciones)

## Radio
Radio del Pueblo AM 1350
- La revista de los sábados

Radio Splendid
- La mañana de Soldán
- La música de Mochín Marafioti

FM Z95
- La música de Mochín Marafioti

Energy FM 101.1
- La música de Mochín Marafioti

Radio Continental
- La música de Mochín Marafioti / Algo para recordar

## Premios y reconocimientos
En varias ocasiones fue nominado a los premios Martín Fierro por su segmento de radio. Y en tres de ellas se hizo con una estatuilla.